# Pseudoneureclipsis cheiron
Pseudoneureclipsis cheiron is een schietmot uit de
familie Dipseudopsidae. De soort komt voor in het Oriëntaals gebied.